# Metaphya micans
Metaphya micans là loài chuồn chuồn trong họ Corduliidae. Loài này được Laidlaw mô tả khoa học đầu tiên năm 1912.